# Breconchaux
Breconchaux ist eine französische Gemeinde mit 87 Einwohnern (Stand: 1. Januar 2022) im Département Doubs in der Region Bourgogne-Franche-Comté.

## Geographie
Breconchaux liegt auf 346 m, sieben Kilometer westlich von Baume-les-Dames und etwa 22 Kilometer nordöstlich der Stadt Besançon (Luftlinie). Das Dorf erstreckt sich in der gewellten Landschaft zwischen den Flusstälern von Doubs und Ognon, in einer Mulde am Nordfuß der Waldhöhe Pinfou.
Die Fläche des 3,26 km² großen Gemeindegebiets umfasst einen Abschnitt in den äußersten nordwestlichen Höhenzügen des Juras. Der zentrale Teil des Gebietes wird von einer Mulde eingenommen, die durchschnittlich auf 340 m liegt und sich gegen Westen zu einem weiten Becken öffnet. Sie ist überwiegend mit Acker- und Wiesland bestanden. Flankiert wird diese Mulde im Norden von den Anhöhen des Bois du Chanoi und des Bois du Grand Val, in dem mit 400 m die höchste Erhebung von Breconchaux erreicht wird. Nach Süden erstreckt sich das Gemeindeareal bis auf den Waldrücken des Bois du Pinfou (370 m). Auf dem gesamten Areal gibt es keine oberirdischen Fließgewässer, weil das Niederschlagswasser im verkarsteten Untergrund versickert.
Nachbargemeinden von Breconchaux sind Val-de-Roulans im Norden, Baume-les-Dames und Séchin im Osten, Ougney-Douvot und Roulans im Süden sowie Saint-Hilaire und L’Écouvotte im Westen.

## Geschichte
Funde auf der Flur Mazirolle-sous-la-Chaille weisen darauf hin, dass das Gemeindegebiet von Breconchaux bereits während der Römerzeit besiedelt war. Zusammen mit der Franche-Comté gelangte das Dorf mit dem Frieden von Nimwegen 1678 definitiv an Frankreich.

## Bevölkerung
| Jahr                       | 1962 | 1968 | 1975 | 1982 | 1990 | 1999 | 2004 | 2016 |
| Einwohner                  | 47   | 46   | 38   | 62   | 66   | 68   | 78   | 96   |
| Quellen: Cassini und INSEE |      |      |      |      |      |      |      |      |

Mit 87 Einwohnern (Stand 1. Januar 2022) gehört Breconchaux zu den kleinsten Gemeinden des Départements Doubs. Nachdem die Einwohnerzahl in der ersten Hälfte des 20. Jahrhunderts deutlich abgenommen hatte (1886 wurden noch 98 Personen gezählt), wurde seit Mitte der 1970er Jahre wieder ein Bevölkerungswachstum verzeichnet. Seither hat sich die Einwohnerzahl verdoppelt.

## Wirtschaft und Infrastruktur
Breconchaux war bis weit ins 20. Jahrhundert hinein ein vorwiegend durch die Landwirtschaft (Ackerbau, Obstbau und Viehzucht) und die Forstwirtschaft geprägtes Dorf. Noch heute leben die Bewohner zur Hauptsache von der Tätigkeit im ersten Sektor. Außerhalb des primären Sektors gibt es nur wenige Arbeitsplätze im Dorf. Einige Erwerbstätige sind auch Wegpendler, die in den umliegenden größeren Ortschaften ihrer Arbeit nachgehen.
Die Ortschaft liegt abseits der größeren Durchgangsstraßen, ist aber von den Hauptstraße N83, die von Besançon nach Montbéliard führt, leicht erreichbar. Der nächste Anschluss an die Autobahn A36, die das Gemeindegebiet durchquert, befindet sich in einer Entfernung von ungefähr zwölf Kilometern. Weitere Straßenverbindungen bestehen mit L’Écouvotte und Val-de-Roulans.